# (1796) Riga
(1796) Riga es un asteroide perteneciente al cinturón exterior de asteroides descubierto por Nikolái Stepánovich Chernyj el 16 de mayo de 1966 desde el Observatorio Astrofísico de Crimea, Naúchni.

## Designación y nombre
Riga fue designado inicialmente como 1966 KB.
Más tarde, a propuesta de Matiss Dirikis, se nombró por Riga, capital de Letonia y sede del observatorio de la Universidad Estatal de Letonia.

## Características orbitales
Riga orbita a una distancia media de 3,355 ua del Sol, pudiendo acercarse hasta 3,165 ua. Su excentricidad es 0,05668 y la inclinación orbital 22,59°. Emplea en completar una órbita alrededor del Sol 2244 días.